# Экранное сглаживание

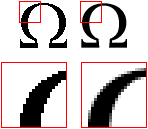
Пример сглаживания — изображение слева не сглажено, к изображению справа применено сглаживание ×4

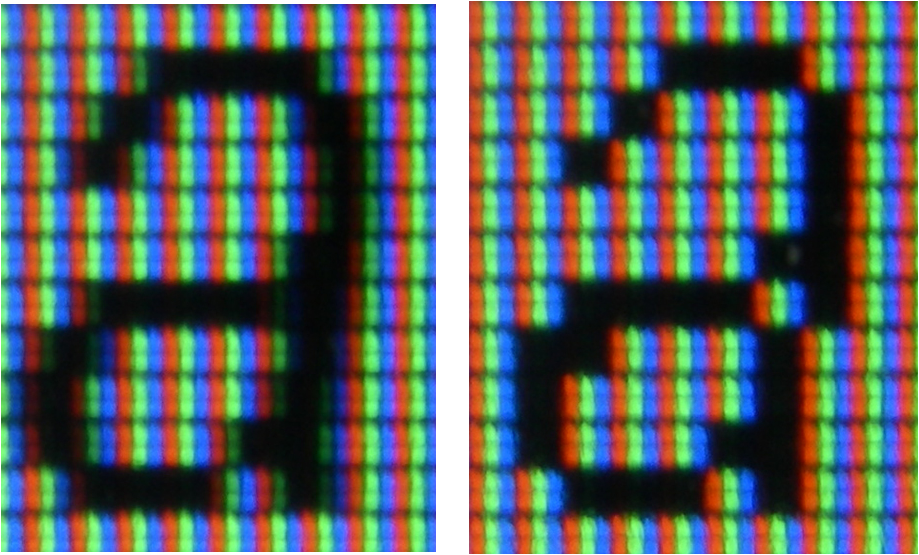
Буква а с ClearType-сглаживанием (слева) и без сглаживания (справа) на TFT-мониторе

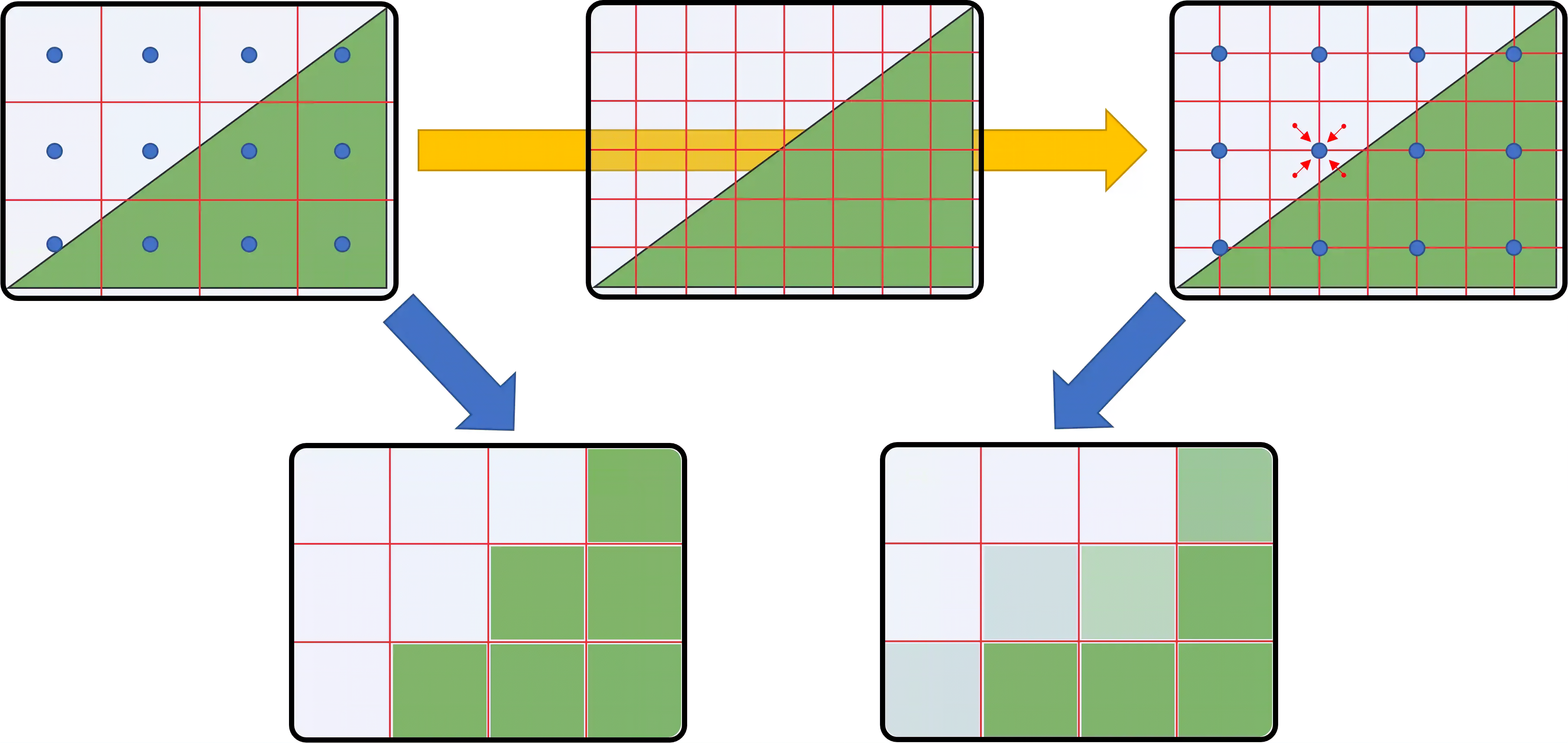
Пример семплов в сглаживании

Сгла́живание (англ. anti-aliasing) — технология, используемая в обработке изображений с целью сделать границы кривых линий более гладкими, убирая возникающие на краях объектов «зубцы». Впервые сглаживание было применено в 1972 году в Массачусетском технологическом институте в Architecture Machine Group, которая позже стала основной частью MIT Media Lab.

## Основной принцип сглаживания
Основной принцип сглаживания — использование возможностей устройства вывода для показа оттенков цвета, которым нарисована кривая. В этом случае пиксели, соседние с граничным пикселем изображения, принимают промежуточное значение между цветом изображения и цветом фона, создавая градиент и размывая границу.
Применяется два варианта сглаживания:
- Общее сглаживание отрисовкой излишне крупного не сглаженного изображения с последующим уменьшением разрешения.
- Специализированные алгоритмы сглаживания, работающие на изображениях определённого типа (например, Алгоритм Ву для отрисовки отрезков).

Следует заметить, что сглаживание зависит от гаммы монитора. В частности, среднее между 0,2 и 0,8 — это не обязательно 0,5, а {\displaystyle \left({\frac {0{,}2^{\gamma }+0{,}8^{\gamma }}{2}}\right)^{1/\gamma }}. Особенно это заметно на тонких узорах и тексте. Поэтому сглаживание наилучшего качества получается только тогда, когда {\displaystyle \gamma } известна.

## Методы сглаживаний
Примечание: сглаживание влияет на фреймрейт (кол-во кадров в секунду) в зависимости от ПСП (пропускной способности памяти) видеокарты.

### Традиционные методы

#### Super-Sampling Anti-Aliasing (SSAA)
Также известен как Full-Screen Anti-Aliasing (FSAA) и часто заменяется термином даунскейлинг. Технически при правильной реализации они отличаются тем, что уменьшение масштаба применяется ко всему буферу кадра — 2D и 3D-элементам, в то время как SSAA/MSAA — это методы, применяемые только внутренне к 3D-элементам. В некоторых реализациях это может привести к меньшему влиянию на производительность и лучшей совместимости. Применяет общую формулу сглаживания к полноэкранным изображениям, уменьшая «эффект лестницы». По сравнению с отрендеренным изображением, прошедшим MSAA, изображение SSAA/FSAA будет выглядеть более гладким (в большей или меньшей степени в зависимости от конкретного типа используемого фильтра масштабирования). Реализовано на видеокартах Nvidia как OGSSAA (Ordered Grid Supersample Anti-Aliasing) и включается в следующих режимах с помощью Nvidia Profile Inspector: 2×1, 1×2, 2×2, 3×3, 4×4.
В значительной степени был заменён менее ресурсоёмкими методами из-за огромных затрат времени на кадр, но из-за лучшего результата, который он обеспечивает, некоторые игры по-прежнему используют его в качестве опции во внутриигровых настройках.

##### Sparse Grid Super-Sampling Anti-Aliasing (SGSSAA)
Современная версия SSAA. Эксклюзивно для видеокарт Nvidia. Существует в двух формах: FSSGSSAA (Full Scene Sparse Grid Supersampling Anti-Aliasing, чаще называемое просто SGSSAA) и TrSGSSAA (Transparency Sparse Grid Supersampling Anti-Aliasing, чаще называемое TrSSAA). Версия TrSSAA включается просто путём установки её в панели управления Nvidia. Для полной сцены требуется установить Antialiasing — Mode на Override любых настроек приложения, Antialiasing — Setting на 2× 4× или 8× мультисэмплинг и Antialiasing — Transparency на то же значение, что и Antialiasing — Setting. Обратите внимание, что игре может потребоваться определённая строка совместимости, требуется Nvidia Profile Inspector.

#### Multi-Sample Anti-Aliasing (MSAA)
По сути, это «бюджетная» версия SSAA. Чтобы уменьшить нагрузку, которую SSAA/FSAA оказывает на систему, мультисэмплинг оптимизирует процесс, оценивая каждый пиксель только один раз, при этом настоящий суперсэмплинг происходит только на краях визуализируемого объекта и для значений глубины. Это приводит к аналогичному (но менее радикальному) улучшению визуального качества, одновременно снижая нагрузку на систему при рендеринге и уменьшении масштаба таких высоких разрешений. В первую очередь устраняет алиасинг геометрии; временной алиасинг и алиасинг от шейдерных эффектов, текстур и прозрачностей не затрагиваются.

##### Multi-Frame Anti-Aliasing (MFAA)
Эксклюзивно для видеокарт Nvidia на архитектуре Maxwell (GTX 750 (Ti), GeForce 900) и новее. Предназначен для использования совместно с MSAA для снижения влияния на производительность. Важно отметить, что MFAA не работает должным образом при кадровой частоте ниже 40к/с. Ниже этого порога MFAA вызывает размытие и нечёткость в движении. Возможно, также отключает списки команд драйвера D3D11, отключая многопоточный рендеринг (следовательно, производительность при упоре в ЦП очень сильно проседает).

#### Coverage Sampling Anti-Aliasing (CSAA)
Для CSAA требуется видеокарта Nvidia линейки GeForce 8000 и новее. Нацелено на дальнейшее снижение дополнительной нагрузки, которую MSAA оказывает на систему, при этом Nvidia утверждает, что изображение, отрендеренное с помощью CSAA, будет конкурировать с 8×-16× MSAA, при этом нагружая систему только сопоставимой с 4× MSAA. Это достигается за счёт уменьшения количества настроек, определяемых каждым образцом (путём создания нового образца для покрытия), при этом увеличивая общее количество образцов. Видеокарты Nvidia начиная с архитектуры Maxwell (GTX 750 (Ti), GeForce 900) не поддерживают данную технологию сглаживания. Возможно, это было сделано в пользу лучшего метода — MFAA.

##### Quality Coverage Sampling Anti-Aliasing (QCSAA)
QCSAA — версия CSAA, улучшенная за счёт использования вдвое большего количества семплов для анализа.

#### Quincunx Super Anti-Aliasing (QSAA)
Метод, эксклюзивный для видеокарт Nvidia.Несколько улучшает стандартный MSAA. Например, 2× QSAA примерно соответствует 3× MSAA по качеству.

#### Enhanced Quality Anti-Aliasing (EQAA)
Эксклюзивно для видеокарт AMD начиная с HD 6000 на архитектуре Terascale 3. AMD утверждает, что обеспечивает улучшенное качество сглаживания по сравнению со стандартными режимами MSAA за счёт добавления большего количества образцов покрытия на пиксель, но при этом сохраняет то же количество образцов цвета/глубины/трафарета для достижения лучшего качества сглаживания по сравнению со стандартными режимами MSAA.

#### Hybrid Sampling Anti-Aliasing (HSAA)
Является комбинацией SSAA и MSAA. Пользователи Nvidia могут использовать Nvidia Profile Inspector, чтобы принудительно включить версию, использующую SSAA с упорядоченной сеткой и обычный MSAA в некоторых играх (режимы с расширением xS)
Иногда работает в случаях, когда SGSSAA не работает или изображение слишком размыто из-за ошибки драйвера.

#### Custom Filter Anti-Aliasing (CFAA)
Метод эксклюзивен для видеокарт AMD. CFAA — алгоритм, включающий в себя 4 фильтра: box, narrow-tent, wide-tent и edge-detect. Каждый фильтр, это разный подход к реализации MSAA.
- box: стандартный MSAA.
- narrow-tent: аналог CSAA.
- wide-tent: аналог QCSAA.
- edge-detect: при проходе фильтра edge detection по отрендеренному изображению, для определённых им пикселей, которые определяются как границы полигонов или резкие цветовые переходы, используется более качественный метод антиалиасинга с большим количеством семплов, а для остальных пикселей с меньшим.

### Методы постобработки

#### Fast approXimate Anti-Aliasing (FXAA)
Эксклюзивен для видеокарт Nvidia. Не требует больших вычислительных мощностей. Это достигается путём сглаживания неровных краёв («ступенек») в соответствии с тем, как они выглядят на экране в виде пикселей, а не путём анализа самих 3D-моделей, как при обычном сглаживании. Однако улучшение качества изображения, которое он обеспечивает, значительно менее впечатляюще, чем традиционные методы сглалживания, такие как MSAA. Эффект также может быть применён дважды двумя отдельными инструментами (например, настройками игры и панелью управления драйвером или инжектором и панелью управления драйвером и т. д.) или поверх SMAA или TAA для дальнейшего удаления неровностей, но, скорее всего, также ухудшит размытие, а также увеличит влияние на производительность.

#### MorphoLogical Anti-Aliasing (MLAA)
Аналог FXAA от компаний AMD и Intel. Доступно на видеокартах AMD в Windows и может быть принудительно включено для всех игр через панель управления драйвером дисплея независимо от используемого графического API, а также для игр OpenGL в Linux с драйверами Mesa. Оказывает большее влияние на производительность, чем FXAA.

#### Subpixel Morphological Anti-Aliasing (SMAA)
Метод базируется на основе MLAA. Качество изображения варьируется от игры к игре из-за различий в реализации, но, возможно, оно лучше, чем FXAA или MLAA.
Может быть внедрён в большинство игр через ReShade (даже с обнаружением краёв на основе глубины)

#### Subpixel Reconstruction Anti-Aliasing (SRAA)
В настоящее время только Unigine 2.13 использует эту технику.
SRAA напоминает морфологическое сглаживание (MLAA) по принципу работы.

#### Conservative Morphological Anti-Aliasing (CMAA)
По стоимости вычислений CMAA занимает положение между FXAA и SMAA 1× (в 1,0-1,2 раза больше стоимости вычислений стандартного FXAA 3.8 и в 0,55-0,75 раза больше стоимости вычислений SMAA 1×).
По сравнению с FXAA, CMAA обеспечивает значительно лучшее качество изображения и темпоральную стабильность, поскольку он правильно обрабатывает линии краёв длиной до 64 пикселей и основан на алгоритме, который обрабатывает только симметричные разрывы, чтобы избежать нежелательного размытия.

#### Directionally Localized Anti-Aliasing (DLAA)
Не путать с функцией Deep Learning Anti-Aliasing (DLAA) технологии Deep Learning Super-Sampling (DLSS) от Nvidia.
Используется в основном в Star Wars: The Force Unleashed II, но может встречаться и в некоторых других играх, особенно на движке Unity. По словам создателя этого метода, он сопоставим с морфологическим сглаживанием (MLAA), но обладает лучшей темпоральной стабильностью.

### Темпоральные Методы

#### Temporal Anti-Aliasing (TAA)
Общий термин для различных темпоральных методов. Не ограничен конкретным производителем видеокарт. Принудительно включается в некоторых играх.

##### Temporal approXimate Anti-Aliasing (TXAA)
Эксклюзивно для видеокарт Nvidia линейки GeForce 600 и новее. Техника в стиле кино, разработанная специально для уменьшения темпорального алиазинга (ползание и мерцание, наблюдаемое во время движении в играх). Сочетает некоторые элементы MSAA с фильтрами, аналогичными тем, что используются в фильмах с компьютерной графикой, для получения плавного изображения.

##### Temporal Super-Sampling Anti-Aliasing (TSSAA)
Также известен как ТМАА. Применяет сглаживание не только к текущему кадру, но и к некоторым кадрам, которые были отрендерены ранее, восстанавливая старые позиции пикселей, используя их скорость. Это создаёт более плавные и кинематографичные изображения в игре, при этом лишь немного увеличивая нагрузку на видеокарту.

#### Temporally Stable Conservative Morphological Anti-Aliasing (TSCMAA)
Использует оптимизированный CMAA и интегрирует временное накопление. Разработан как альтернатива MSAA с лучшей темпоральной стабильностью и производительностью для приложений виртуальной реальности.

### Методы Реконструкции

#### Hybrid Reconstruction Anti-Aliasing (HRAA)
Гибридное решение аппаратной выборки, постобработки, временного анализа.

#### Апскейлеры
Технология Deep Learning Super Sampling (DLSS) от Nvidia использует умное сглаживание с помощью ИИ для улучшения картинки от суперразрешения. В DLSS 1.0 сглаживание было посредственным. В DLSS 2.0 Nvidia доработала принцип сглаживания с помощью ИИ и увеличила темпоральную стабильность, уменьшила гостинг (раздвоение картинки в динамических моментах) и размытие от сглаживания. Также в DLSS 2.0 был представлен режим сглаживания в нативном разрешении под названием Deep Learning Anti-Aliasing (DLAA). В 2024 году в DLSS 4.0 был представлен режим Transformer Model, который, в отличие от модели CNN(Convolutional Neural Networks), имеет намного лучшее изображение как в апскейле, так и в нативе, но при этом производительность при использовании Transformer model ниже на пару процентов по сравнению с моделью CNN.
Технология Xe Super Samping (XeSS) от Intel имеет схожий принцип работы как у Nvidia DLSS, поэтому сглаживание в XeSS схоже с сглаживанием в DLSS. В XeSS с версии 1.3 также был представлен режим сглаживания в нативном разрешении — XeSSAA(Иногда называемый XeAA). При этом XeSS вместе с его сглаживанием в нативном разрешении может работать и на видеокартах Nvidia и AMD с помощью инструкции DP4a. Последняя на данный момент версия XeSS, а именно — 2.0.1 имеет практически такое же качество сглаживания, как и в DLSS 3.7.
Но технология FSR от AMD, в отличие от XeSS и DLSS, не использовала ИИ для апскейлинга изображения и сглаживания до 2025 года. В FSR 1.0 также как и в DLSS 1.0 было посредственное сглаживание, так как изображение фильтровалось с помощью Фильтра Ланцоша. В FSR 2.0 был применён доработанный фильтр Ланцоша, который привнёс в FSR сглаживание, и картинка стала намного лучше, нежели чем в FSR 1.0, но производительность немного упала. В FSR 3.0,как в DLSS и XeSS, был представлен режим сглаживания в нативном разрешении — FSR3 Native AA. В марте 2025 AMD представила FSR 4, в котором впервые в FSR был применён ИИ для апскейлинга, ввиду чего качество сглаживания очень сильно увеличилось, но при этом уменьшилась аппаратная поддержка, то есть FSR 4 не работает на картах старше RX 9000 ввиду отсутствия блоков AI Accelerator(в RX 7000 таковые присутствуют, но они не имеют поддержки FP8 из-за чего FSR 4 не поддерживается этими видеокартами)